# Anders Tegnell
Nils Anders Tegnell (sinh ngày 17 tháng 4 năm 1956) là một bác sĩ và công chức Thụy Điển. Ông được Viện Bệnh truyền nhiễm Thụy Điển tuyển dụng làm việc từ năm 2004 đến 2005, và Ủy ban Y tế và Phúc lợi Quốc gia Thụy Điển từ năm 2005 đến 2012. Ông trở lại Viện Bệnh truyền nhiễm vào năm 2012 với tư cách là Viện trưởng, ông từng làm nhà dịch tễ học quốc gia từ năm 2013, đầu tiên tại Viện và sau đó là Cơ quan Y tế Công cộng Thụy Điển sau khi sáp nhập Viện Bệnh Truyền nhiễm và Viện Sức khỏe Cộng đồng Quốc gia Thụy Điển. Ở vị trí của mình, ông có vai trò chính trong phản ứng của Thụy Điển đối với đại dịch cúm lợn năm 2009 và đại dịch COVID-19 năm 2020.

## Tiểu sử
Tegnell chào đời tại Uppsala. Ông trở thành bác sĩ được cấp phép tại Đại học Lund in năm 1985, sau đó thực tập tại bệnh viện quận ở Östersund, và sau đó chuyên về tại bệnh truyền nhiễm Bệnh viện Đại học Linköping. Từ năm 1990 đến 1993, ông làm việc cho WHO tại Lào để tạo ra các chương trình tiêm chủng. Trong một cuộc phỏng vấn với Expressen, ông mô tả công việc tại chỗ của mình cho WHO với một nhóm chuyên gia Thụy Điển trong vụ dịch Ebola năm 1995 ở Kikwit, Zaire như một trải nghiệm định dạng. 
Từ năm 2002 đến 2003, ông cũng là chuyên gia quốc gia của Ủy ban châu Âu để chuẩn bị ở cấp EU cho các mối đe dọa sức khỏe cộng đồng như bệnh đậu mùa và các bệnh truyền nhiễm khác.
Tegnell lấy bằng Tiến sĩ Y khoa tại Đại học Linköping năm 2003 và bằng Thạc sĩ Dịch tễ học tại Trường Y học Nhiệt đới và Vệ sinh Luân Đôn năm 2004. Ông làm việc tại Viện kiểm soát bệnh truyền nhiễm Thụy Điển (Smittskyddsinstitutet) năm 2004–2005 và Ủy ban Y tế và Phúc lợi Quốc gia từ năm 2005, Năm 2010 đến 2012 giữ chức vụ Trưởng ban Chính sách Tri thức. Ông là trưởng khoa tại Viện kiểm soát bệnh truyền nhiễm Thụy Điển năm 2012–2013. Từ năm 2013, ông là nhà dịch tễ học quốc gia Thụy Điển, đầu tiên tại Viện Kiểm soát Bệnh truyền nhiễm Thụy Điển, năm 2014 đã trở thành một phần của Cơ quan Y tế Công cộng Thụy Điển. Anders Tegnell còn được bầu làm thành viên Viện Hàn lâm Khoa học Chiến tranh Hoàng gia Thụy Điển năm 2005. Diễn văn khai mạc của ông là về ảnh hưởng của đại dịch đối với xã hội.

### Đại dịch cúm năm 2009
Tegnell bị dư luận trong nước chỉ trích vì vai trò của ông trong kế hoạch tiêm chủng hàng loạt 5 triệu người Thụy Điển chống lại cúm lợn khiến khoảng 500 bệnh nhân mắc chứng ngủ rũ. Tegnell từng cho biết khi nói về Pandemrix, loại vắc-xin được biết là gây ra các vấn đề về thần kinh, rằng:
| “ | Sẽ là vô đạo đức nếu không tiêm phòng cho người dân vì hàng trăm người Thụy Điển có nguy cơ tử vong. | ” |

### Đại dịch COVID-19 năm 2020
Ngày 2 tháng 4 năm 2020, trong khi đại dịch COVID-19 đã lan rộng ở hầu hết các nước phương Tây, trong đó nhiều nước đã áp dụng các biện pháp cách ly, tờ báo The Globe and Mail của Canada đã đưa tin rằng "không phong tỏa, không đóng cửa trường học và không cấm đi đến quán rượu" ở Thụy Điển; Tuy nhiên, điều này là không chính xác, vì các trường trung học và đại học được khuyến nghị đóng cửa và chuyển sang giáo dục từ xa vào ngày 17 tháng 3, vào ngày 24 tháng 3, các quán cà phê và quán bar được yêu cầu chỉ cho phép phục vụ bàn. Hơn nữa, các cuộc tụ họp từ hơn 50 người đã bị cấm ở Thụy Điển kể từ ngày 27 tháng 3.
Chiến lược của Thụy Điển trong công tác phòng chống đại dịch được mô tả là tin tưởng công chúng hành động có trách nhiệm: thay vì các lệnh cấm và hạn chế trên diện rộng, chính quyền đã khuyên mọi người rửa tay kỹ, làm việc tại nhà nếu có thể và thực hành cách ly xã hội, trong khi những người trên 70 tuổi được khuyến khích tự cách ly để phòng bệnh.
Bất chấp sự hoài nghi và chỉ trích từ một số bác sĩ và chuyên gia y tế, cũng như các phương tiện truyền thông quốc tế, Thụy Điển đã bảo vệ chiến lược của mình, với Thủ tướng Stefan Löfven đề cập đến "lẽ thường tình" và Tegnell nói rằng chiến lược này bắt nguồn từ "truyền thống xa xưa" trong việc tôn trọng "ý chí tự do", cũng như mức độ tin cậy và tôn trọng cao của người Thụy Điển dành cho các cơ quan công quyền. Theo một cuộc khảo sát do Sifo thực hiện, niềm tin của dân chúng vào Cơ quan Y tế Công cộng đã tăng từ 65% lên 74% trong khoảng từ ngày 9–12 tháng 3 và 21–25 tháng 3.
Chiến lược này thường được quy cho Tegnell, theo lời trích dẫn của ông nói:
| “ | Cho đến nay chúng ta không có sự lây lan [virus] vào nhà người già và hầu như không lây lan vào bệnh viện, điều này rất quan trọng... Chúng ta biết rằng [với] các loại biện pháp tự nguyện này mà chúng ta áp dụng ở Thụy Điển, về cơ bản chúng ta có thể tiếp tục làm trong nhiều tháng và nhiều năm nếu cần thiết. [Nền kinh tế] có khả năng bắt đầu chuyển động như bình thường rất, rất nhanh một khi những điều này kết thúc. | ” |

và:
| “ | Ở Thụy Điển, chúng ta đang theo truyền thống mà chúng ta có ở Thụy Điển và làm việc rất nhiều bằng các biện pháp tự nguyện, rất nhiều qua việc thông báo cho công chúng về những điều đúng đắn cần làm. Điều đó diễn ra tốt đẹp cho đến nay. | ” |

Ngày 2 tháng 4 năm 2020, Dagens Eko đưa tin rằng các viện dưỡng lão ở ít nhất 90 thành phố có sự lây lan đáng kể của virus corona. Trước đây, chính phủ và các cơ quan y tế công cộng đã khuyến cáo mạnh mẽ chống lại các chuyến thăm bên ngoài đến viện dưỡng lão, với một số thành phố hoàn toàn cấm việc này. Lệnh cấm toàn quốc đối với các chuyến thăm bên ngoài đến viện dưỡng lão có hiệu lực vào ngày 1 tháng 4.